# Tercera Federación - Grupo VIII 2023-24
La temporada 2023-24 del Grupo VIII de la Tercera Federación de fútbol comenzó el 9 de septiembre de 2023 y finalizó el 12 de mayo de 2024. Posteriormente se disputó la promoción de ascenso entre el 19 de mayo y el 9 de junio en su fase territorial, y para finalizar en su fase nacional entre el 16 y 23 de mayo. Se trata de la tercera edición tras la restructuración de las categorías no profesionales por parte de la RFEF a causa de la pandemia global causada por el Coronavirus; y es la quinta categoría a nivel nacional.

## Sistema de competición
Participan dieciocho clubes encuadrados en un único grupo. Se enfrentan todos contra todos en dos ocasiones -una en campo propio y otra en campo contrario- durante un total de 34 jornadas. El orden de los encuentros se decide por sorteo antes de empezar la competición. La Federación de Fútbol de Castilla y León es la responsable de designar las fechas de los partidos y los árbitros de cada encuentro, reservando al equipo local la potestad de fijar el horario exacto de cada encuentro.
Una vez finalizada la competición, el primer clasificado asciende directamente a Segunda Federación y se proclama campeón de Tercera Federación.
Los clasificados entre el segundo y el quinto lugar disputan un Play Off territorial en formato de eliminatorias a doble partido ida y vuelta. En caso de empate el vencedor de la eliminatoria es el equipo mejor clasificado. El equipo vencedor de este Play Off se clasifica a la Promoción de ascenso a Segunda Federación que tiene carácter de final interterritorial.
Los tres últimos clasificados descienden directamente a primera división regional. Puede haber más descensos por arrastre provocados por descensos de superior categoría.

## Ascensos y descensos
| Pos. | Ascendidos a 2.ª Federación |
| ---- | --------------------------- |
| 1º   | Arandina C. F.              |

| Pos. | Descendidos de 2.ª División RFEF |
| ---- | -------------------------------- |
| 14.º | C. D. Palencia Cristo Atlético   |
| 16.º | Burgos C. F. Promesas            |

| Pos.  | Ascendidos de primera división regional |
| ----- | --------------------------------------- |
| 1º G1 | C. D. DiocesÁvila                       |
| 1º G2 | C. D. Laguna                            |
| 2º G  | C. D. Villaralbo                        |

| Pos. | Descendidos a primera división regional |
| ---- | --------------------------------------- |
| 15.º | Unami C. P.                             |
| 16.º | C. D. Numancia de Soria "B"             |

## Equipos

### Listado de equipos
| Equipo                         | Localidad             | Fundación | Estadio                            | Capacidad |
| ------------------------------ | --------------------- | --------- | ---------------------------------- | --------- |
| S. D. Almazán                  | Almazán               | 1967      | La Arboleda                        | 2.000     |
| Atlético Astorga F. C.         | Astorga               | 1944      | La Eragudina                       | 2.000     |
| Real Ávila C. F.               | Ávila                 | 1923      | Municipal Adolfo Suárez            | 6.000     |
| C. D. Becerril                 | Becerril de Campos    | 1975      | Mariano Haro                       | 2.000     |
| Atlético Bembibre              | Bembibre              | 1922      | La Devesa                          | 2.750     |
| Burgos C. F. Promesas          | Burgos                | 2000      | Castañares                         | 500       |
| C. D. DiocesÁvila              | Ávila                 | 1986      | Sancti Spiritu                     | 500       |
| Júpiter Leonés                 | Puente Castro         | 1929      | Área Deportiva de Puente Castro    | 4.600     |
| C. D. Laguna                   | Laguna de Duero       | 1963      | La Laguna                          | 3.500     |
| C. D. La Virgen del Camino     | La Virgen del Camino  | 1998      | Los Dominicos                      | 1.500     |
| C. D. Mirandés "B"             | Miranda de Ebro       | 2005      | Anduva                             | 6.000     |
| Palencia C. F.                 | Palencia              | 2013      | Estadio Nueva Balastera            | 8.100     |
| C. D. Palencia Cristo Atlético | Palencia              | 1985      | Estadio Nueva Balastera            | 8.100     |
| S. D. Ponferradina "B"         | Ponferrada            | 1963      | Campo de fútbol Vicente del Bosque | 2.000     |
| Salamanca C. F. UDS            | Salamanca             | 2013      | Helmántico                         | 17.341    |
| U. D. Santa Marta de Tormes    | Santa Marta de Tormes | 1982      | Alfonso San Casto                  | 1.000     |
| S. D. Atlético Tordesillas     | Tordesillas           | 1969      | Las Salinas                        | 3.500     |
| C. D. Villaralbo               | Villaralbo            | 1952      | Los Barreros                       | 2.500     |

### Equipos por Provincia
| N.º | Provincia  | Equipos                                                                                                 |
| --- | ---------- | --- |
| 2   | Ávila      | Real Ávila C.F. y C. D. DiocesÁvila                                                                     |
| 2   | Burgos     | Burgos C. F. Promesas y C. D. Mirandés "B"                                                              |
| 5   | León       | Atlético Astorga, Atlético Bembibre, Júpiter Leonés, C.D. La Virgen del Camino y S. D. Ponferradina "B" |
| 3   | Palencia   | C. D. Becerril, Palencia C. F. y C. D. Palencia Cristo Atlético                                         |
| 2   | Salamanca  | Salamanca C.F. UDS y U.D. Santa Marta                                                                   |
| 1   | Soria      | S. D. Almazán                                                                                           |
| 2   | Valladolid | Atlético Tordesillas y C. D. Laguna                                                                     |
| 1   | Zamora     | C. D. Villaralbo                                                                                        |

| Almazán At. Astorga Becerril At. Bembibre Burgos Promesas DiocesÁvila At. Tordesillas Mirandés "B" Júpiter Leonés Laguna Virgen del Camino Real Ávila Palencia C.F. C. D. Palencia Cristo At. Ponferradina "B" Salamanca C.F. UDS Santa Marta Villaralbo |

## Clasificación
| Pos. | Equipo                         | Pts. | PJ | G  | E  | P  | GF | GC | Dif. |                                                                                    |
| ---- | ------------------------------ | ---- | -- | -- | -- | -- | -- | -- | ---- | ---------------------------------------------------------------------------------- |
| 1    | Real Ávila C. F. (A, C)        | 76   | 34 | 23 | 7  | 4  | 52 | 20 | +32  | Ascenso a Segunda Federación y Copa del Rey                                        |
| 2    | Salamanca C. F. UDS (A)        | 73   | 34 | 21 | 10 | 3  | 62 | 16 | +46  | Ascenso a Segunda Federación y Copa del Rey                                        |
| 3    | S. D. Atlético Tordesillas     | 65   | 34 | 19 | 8  | 7  | 44 | 23 | +21  | Play Off de Ascenso a Segunda Federación y Clasificación a la Copa Federación 2024 |
| 4    | Júpiter Leonés                 | 63   | 34 | 18 | 9  | 7  | 52 | 26 | +26  | Play Off de Ascenso a Segunda Federación                                           |
| 5    | Atlético Astorga F. C.         | 56   | 34 | 15 | 11 | 8  | 39 | 24 | +15  | Play Off de Ascenso a Segunda Federación                                           |
| 6    | C. D. Palencia Cristo Atlético | 55   | 34 | 15 | 10 | 9  | 41 | 26 | +15  |                                                                                    |
| 7    | Palencia C. F.                 | 53   | 34 | 14 | 11 | 9  | 31 | 28 | +3   |                                                                                    |
| 8    | C. D. Becerril                 | 51   | 34 | 15 | 6  | 13 | 38 | 42 | −4   |                                                                                    |
| 9    | U. D. Santa Marta de Tormes    | 43   | 34 | 11 | 10 | 13 | 36 | 43 | −7   |                                                                                    |
| 10   | C. D. La Virgen del Camino     | 41   | 34 | 10 | 11 | 13 | 36 | 42 | −6   |                                                                                    |
| 11   | S. D. Almazán                  | 41   | 34 | 11 | 8  | 15 | 34 | 42 | −8   |                                                                                    |
| 12   | Atlético Bembibre              | 41   | 34 | 10 | 11 | 13 | 34 | 39 | −5   |                                                                                    |
| 13   | Burgos C. F. Promesas          | 40   | 34 | 10 | 10 | 14 | 30 | 39 | −9   |                                                                                    |
| 14   | C. D. Mirandés "B"             | 35   | 34 | 8  | 11 | 15 | 28 | 38 | −10  |                                                                                    |
| 15   | C. D. Villaralbo               | 33   | 34 | 8  | 9  | 17 | 30 | 45 | −15  |                                                                                    |
| 16   | C. D. Laguna                   | 29   | 34 | 8  | 5  | 21 | 27 | 57 | −30  | Descenso a Primera División Regional                                               |
| 17   | C. D. DiocesÁvila (D)          | 25   | 34 | 4  | 13 | 17 | 14 | 41 | −27  | Descenso a Primera División Regional                                               |
| 18   | S. D. Ponferradina "B" (D)     | 14   | 34 | 2  | 8  | 24 | 22 | 59 | −37  | Descenso a Primera División Regional                                               |

Actualizado a los partidos jugados el 24 de mayo de 2024.
 Fuente: Resultados Fútbol

## Resultados
| Local \ Visitante              | ALM | AST | AVI | BEC | BEM | BUR | DIO | CDL | LAG | LVC | MIR | PAL | PAT | PON | SAL | SMT | TOR | VIL |
| ------------------------------ | --- | --- | --- | --- | --- | --- | --- | --- | --- | --- | --- | --- | --- | --- | --- | --- | --- | --- |
| S. D. Almazán                  | —   | 0–3 | 1–2 | 3–1 | 2–2 | 1–0 | 1–1 | 3–3 | 5–0 | 1–4 | 1–1 | 0–0 | 0–2 | 2–1 | 0–1 | 1–0 | 1–0 | 1–0 |
| Atlético Astorga F. C.         | 1–0 | —   | 0–1 | 2–0 | 2–1 | 0–0 | 3–0 | 1–1 | 1–1 | 1–2 | 0–1 | 1–1 | 0–0 | 2–0 | 3–2 | 0–1 | 0–0 | 2–0 |
| Real Ávila C. F.               | 1–0 | 2–1 | —   | 3–1 | 1–0 | 1–1 | 0–0 | 0–0 | 6–0 | 3–1 | 1–0 | 0–0 | 2–0 | 2–1 | 0–2 | 1–0 | 3–2 | 3–0 |
| C. D. Becerril                 | 2–1 | 0–0 | 1–0 | —   | 0–1 | 3–1 | 3–2 | 0–2 | 1–0 | 2–1 | 1–2 | 1–0 | 2–1 | 3–3 | 0–4 | 3–0 | 0–2 | 1–0 |
| Atlético Bembibre              | 0–1 | 0–0 | 0–1 | 0–1 | —   | 1–1 | 2–0 | 0–1 | 1–1 | 0–1 | 3–1 | 3–1 | 1–2 | 0–0 | 0–0 | 2–0 | 2–1 | 0–3 |
| Burgos C. F. Promesas          | 1–0 | 0–2 | 1–2 | 1–0 | 1–2 | —   | 0–1 | 0–2 | 3–0 | 0–0 | 2–1 | 2–0 | 1–2 | 2–0 | 1–2 | 1–1 | 2–2 | 0–0 |
| C. D. DiocesÁvila              | 1–0 | 0–1 | 1–5 | 0–1 | 0–0 | 0–0 | —   | 0–2 | 0–1 | 2–3 | 1–0 | 0–1 | 1–1 | 1–1 | 0–1 | 0–2 | 0–1 | 0–0 |
| Júpiter Leonés                 | 2–0 | 1–2 | 0–0 | 4–2 | 4–1 | 0–1 | 1–0 | —   | 2–1 | 1–1 | 2–0 | 3–0 | 0–2 | 1–0 | 0–0 | 0–1 | 1–0 | 3–4 |
| C. D. Laguna                   | 1–2 | 0–2 | 0–1 | 3–2 | 1–2 | 1–3 | 2–0 | 0–1 | —   | 3–2 | 1–0 | 0–0 | 0–2 | 2–0 | 0–2 | 1–2 | 0–1 | 0–1 |
| C. D. La Virgen del Camino     | 2–2 | 1–0 | 0–1 | 0–0 | 1–1 | 1–0 | 0–1 | 1–2 | 2–2 | —   | 1–1 | 1–2 | 1–0 | 1–0 | 0–0 | 1–0 | 0–1 | 1–1 |
| C. D. Mirandés "B"             | 2–1 | 0–1 | 1–1 | 2–2 | 1–2 | 0–0 | 0–0 | 1–1 | 0–0 | 2–1 | —   | 0–1 | 1–0 | 1–0 | 1–1 | 0–1 | 1–2 | 1–1 |
| Palencia C. F.                 | 3–1 | 0–0 | 0–1 | 0–0 | 1–0 | 4–1 | 0–0 | 0–3 | 2–1 | 0–0 | 2–0 | —   | 0–2 | 1–0 | 1–1 | 2–1 | 1–2 | 1–0 |
| C. D. Palencia Cristo Atlético | 0–1 | 1–2 | 2–0 | 1–0 | 1–1 | 3–0 | 0–0 | 1–1 | 2–0 | 3–1 | 2–0 | 0–2 | —   | 1–1 | 0–1 | 2–2 | 1–1 | 2–0 |
| S. D. Ponferradina "B"         | 1–3 | 1–1 | 0–1 | 0–1 | 0–0 | 0–0 | 1–0 | 0–4 | 2–3 | 3–0 | 0–3 | 1–3 | 1–2 | —   | 1–5 | 2–2 | 0–1 | 1–2 |
| Salamanca C. F. UDS            | 0–0 | 2–0 | 0–2 | 0–0 | 3–0 | 2–0 | 6–0 | 2–1 | 4–0 | 1–0 | 2–0 | 2–0 | 1–1 | 3–0 | —   | 2–1 | 0–0 | 1–1 |
| U. D. Santa Marta de Tormes    | 2–0 | 0–2 | 0–3 | 1–2 | 3–2 | 1–2 | 0–0 | 0–0 | 1–0 | 4–4 | 1–1 | 1–1 | 1–1 | 2–1 | 1–3 | —   | 1–0 | 2–1 |
| S. D. Atlético Tordesillas     | 3–0 | 3–1 | 3–1 | 0–1 | 3–3 | 3–0 | 2–2 | 1–0 | 0–1 | 2–0 | 1–0 | 0–0 | 1–0 | 2–0 | 2–1 | 0–0 | —   | 1–0 |
| C. D. Villaralbo               | 0–0 | 2–2 | 1–1 | 2–1 | 0–1 | 1–2 | 0–0 | 1–3 | 2–1 | 0–1 | 2–3 | 0–1 | 0–1 | 3–1 | 0–5 | 2–1 | 0–1 | —   |

## Play Off de Ascenso a Segunda Federación
|  | Semifinales                                          | Semifinales                                          | Semifinales                                          | Semifinales                                          | Semifinales                                          |   |                     | Final                                                | Final                                                | Final                                                | Final                                                | Final                                                |  |
|  | 19 de mayo de 2024 (ida) 26 de mayo de 2024 (vuelta) | 19 de mayo de 2024 (ida) 26 de mayo de 2024 (vuelta) | 19 de mayo de 2024 (ida) 26 de mayo de 2024 (vuelta) | 19 de mayo de 2024 (ida) 26 de mayo de 2024 (vuelta) | 19 de mayo de 2024 (ida) 26 de mayo de 2024 (vuelta) |   |                     | 2 de junio de 2024 (ida) 9 de junio de 2024 (vuelta) | 2 de junio de 2024 (ida) 9 de junio de 2024 (vuelta) | 2 de junio de 2024 (ida) 9 de junio de 2024 (vuelta) | 2 de junio de 2024 (ida) 9 de junio de 2024 (vuelta) | 2 de junio de 2024 (ida) 9 de junio de 2024 (vuelta) |  |
|  |                                                      |                                                      |                                                      |                                                      |                                                      |   |                     |                                                      |                                                      |                                                      |                                                      |                                                      |  |
|  |                                                      |                                                      |                                                      |                                                      |                                                      |   |                     |                                                      |                                                      |                                                      |                                                      |                                                      |  |
|  | 5.º                                                  | Atlético Astorga                                     | 0                                                    | 0                                                    | 0                                                    |   |                     |                                                      |                                                      |                                                      |                                                      |                                                      |  |
|  | 5.º                                                  | Atlético Astorga                                     | 0                                                    | 0                                                    | 0                                                    |   |                     |                                                      |                                                      |                                                      |                                                      |                                                      |  |
|  | 2.º                                                  | Salamanca C. F. UDS                                  | 1                                                    | 0                                                    | 1                                                    |   |                     |                                                      |                                                      |                                                      |                                                      |                                                      |  |
|  | 2.º                                                  | Salamanca C. F. UDS                                  | 1                                                    | 0                                                    | 1                                                    |   | Salamanca C. F. UDS | Salamanca C. F. UDS                                  | 2                                                    | 2                                                    | 4                                                    |                                                      |  |
|  |                                                      |                                                      |                                                      |                                                      |                                                      |   | Salamanca C. F. UDS | Salamanca C. F. UDS                                  | 2                                                    | 2                                                    | 4                                                    |                                                      |  |
|  |                                                      |                                                      | Atlético Tordesillas                                 | Atlético Tordesillas                                 | 0                                                    | 0 | 0                   |                                                      |                                                      |                                                      |                                                      |                                                      |  |
|  | 4.º                                                  | Júpiter Leonés                                       | Atlético Tordesillas                                 | Atlético Tordesillas                                 | 0                                                    | 0 | 0                   | 0                                                    | 2                                                    | 2                                                    |                                                      |                                                      |  |
|  | 4.º                                                  | Júpiter Leonés                                       |                                                      |                                                      |                                                      |   |                     | 0                                                    | 2                                                    | 2                                                    |                                                      |                                                      |  |
|  | 3.º                                                  | Atlético Tordesillas                                 | 4                                                    | 1                                                    | 5                                                    |   |                     |                                                      |                                                      |                                                      |                                                      |                                                      |  |
|  | 3.º                                                  | Atlético Tordesillas                                 | 4                                                    | 1                                                    | 5                                                    |   |                     |                                                      |                                                      |                                                      |                                                      |                                                      |  |
|  |                                                      |                                                      |                                                      |                                                      |                                                      |   |                     |                                                      |                                                      |                                                      |                                                      |                                                      |  |

## Clasificado a la Copa del Rey
| Bandera de Castilla y León |
| Real Ávila C. F.           |
| 1.º puesto                 |

Nota: Hay posibilidad de que el subcampeón se clasifique a la Copa del Rey si no es un equipo filial.